# Ready for the Weekend
Ready for the Weekend é o segundo álbum de estúdio do escocês Calvin Harris. Foi lançado primeiro na Austrália a 14 de Agosto, a 17 de Agosto no Reino Unido e dia 18 de Agosto nos Estados Unidos, pela editora americana Ultra Records.

## Faixas
1. "The Rain" (4:36)
2. "Ready for the Weekend (feat. Mary Pearce)" (3:37)
3. "Stars Come Out (feat. Ayah)" (4:28)
4. "You Used to Hold Me" (3:49)
5. "Blue" (3:40)
6. "I'm Not Alone" (3:31)
7. "Flashback" (3:48)
8. "Worst Day (feat. Izza Kizza)" (3:46)
9. "Relax" (3:48)
10. "Limits (feat. Ayah)" (3:41)
11. "Burns Night" (2:19)
12. "Yeah Yeah Yeah, La La La" (3:16)
13. "Dance Wiv Me (feat. Dizzee Rascal & Chrome)" (4:23)
14. "5iliconeator" (3:29)